# Клаус Албрехт фон Рор
Клаус Албрехт фон Рор (на немски: Claus Albrecht von Rohr; * 24 октомври 1615; † 29 септември 1684 в имение Трамниц, Бранденбург) е благородник от стария род Рор в Бранденбург. Той е господар в Трамниц, на част от Триплатц и 1/8 Брун.
Той е вторият син на Клаус фон Рор († 1627/1628) и съпругата му Анна Маргарета фон Гадов.
Брат е на Йоахим Фридрих фон Рор († пр. 1641), женен за Анна Елизабет фон Фабиан († сл. 1663).

## Фамилия
Клаус Албрехт фон Рор се жени ок. 1655 г. за Маргарета фон Людериц († пр. 1660). Бракът е бездетен.
Клаус Албрехт фон Рор се жени втори път на 11 ноември 1660 г. за Елизабет фон дер Хаген (* 14 септември 1642, Хоенауен; † 30 юни 1726, Трамниц), дъщеря на Томас фон дер Хаген (1598 – 1658) и Барбара фон дер Гроебен († 1653). Те имат седем сина:
- Томас Албрехт фон Рор (* 29 октомври 1661, Трамниц; † 1735/1736)
- Георг Лудвиг фон Рор (* 15 ноември 1678, Трамниц; † 14 януари 1746, Трамниц), женен I. на 10 юни 1713 г. за София фон Бредов (* 12 октомври 1690, Зенцке; † 16 септември 1728, Брюн), II. 1729 г. в 	Гневиков за Анна Хедвиг фон Цикер († 1763); от първия брак има два сина и две дъщери:
  - Албрехт Ерентрайх фон Рор (* 22 декември 1720, имение Трамниц; † 20 ноември 1800, Магдебург), кралски пруски генерал-майор
- Елизабет Хедвиг фон Рор (* 1663; † 16 юли 1737, Трамниц)
- Ханс Кристоф фон Рор (* 26 януари 1665, Трамниц; † септември 1695, Намюр)
- Арндт Хайнрих фон Рор (* 4 август 1667, Трамниц; † погребан 19 февруари 1742, Трамниц)
- Филип Йоахим фон Рор (* 11 април 1669, Трамниц; † 23 юни 1711)
- Клаус Ернст фон Рор (* 19 август 1673; † 3 януари 1735), женен на 1 ноември 1702 г. в Трамниц за Анна Тугендрайх фон Ендерлайн († 2 юни 1753, Трамниц); имат пет живи сина и дъщеря